# Асандр II
Асандр II (*Ἄσανδρος, д/н — бл.14 до н. е.) — цар Боспору.

## Життєпис
Більшість дослідників вважають його сином Асандра і Динамії. Народився напевне наприкінці 40-х років до н. е. Тривалий час його асоціювали з Аспургом (відомим як Рескупорід I), майбутнього засновника нової династії. Натепер доведено, що це різні особи.
Напевне після смерті батька — 17 року до н. е. — став співволодарем разом з матір'ю. Проте спільних монет Динамії та Асандра II досі не виявлено, тому Асандр II міг бути «молодшим» царем. Після сходження на трон Скрибонія щодо долі Асандра II також замало відомостей. Висуваються версії стосовно збереження останнім статусу молодшого царя.
Лише у 15 році до н. е. після загибелі Скрибонія, ймовірно, сам Асандр II був очільником змови. Намагався чинити спротив римському ставленику Полемону I, якого Октавіан август призначив царем Боспору. Зрештою у 14 році до н. е. загинув за невідомих обставин, а боспорська знать підкорилася Риму.